# 什庫拉季
50°12′36″N 32°40′32″E / 50.21000°N 32.67556°E
什庫拉季（烏克蘭語：Шкурати），是烏克蘭中部的村莊，隸屬波爾塔瓦州的盧布尼區。該村處於烏代河畔，始建於1883年，面積0.56平方公里，海拔高度116米，2001年人口15。